# 蜈蚣Melibe
蜈蚣 Melibe（むかで めりべ）は、日本の漫画家。筑波大学卒。既婚の男性。

## 概要
筆名はムカデメリベに由来し、本人曰く、蜈蚣（むかで）が名でMelibe（めりべ）が姓との事。別ペンネームに斉藤佳素理、冬長、にゃかな（携帯用漫画配信サイト用のペンネーム）。主に成人向け漫画を描いており、独自の世界観に則った性描写・残酷描写が大きな特徴。現在は先述の作家性を薄めつつ有料携帯漫画配信サイトでの活動を主にするが、当の本人はほとんど外出しない生活のため携帯電話を所持していないと公式サイトで語っている。
かつてはファンロードの常連投稿者の1人であり、週刊少年ジャンプ作品のパロディや、当時在学中であった筑波大学の自身が在籍した研究室（明記はしていなかったものの生物系と思われる）にまつわるネタ、その他レポート漫画的な作品やイラストを多数投稿しており、車田正美や原哲夫の絵柄をそっくりに描いたネタ投稿も数多くあった。
商業誌デビュー作は斉藤佳素理の名で1987年、『ビッグコミックスピリッツ』10/29増刊号での「青春の嘘いつわり」。
代表作『バージェスの乙女たち』では人間を遺伝子改良して作られた有機人形（オルガドール）、それの口と性器を交換した二口置換体であるディムロイド、フェラチオ専用に四肢切断・抜歯・瞼縫い合せがされたフェラドールなど独自の世界観はまるで『家畜人ヤプー』を彷彿とさせる（ただし後書きによると、当人は家畜人ヤプーの内容をよく知らなかったとの事）。この作品は七章構成が予定された壮大なライフワークであり、外伝的な『人形』も含めて同人誌という形で執筆。また、2013年12月より、この世界観を引き継いだ『この世界には有機人形がいる』が「ぽこぽこ（web漫画）」で連載中。
「海牛連合」というサークル名で同人活動を行い、自身のオリジナル作品の他、『ジョジョの奇妙な冒険』、『銀河英雄伝説』、『アンジェリーク』、『アイシールド21』などの二次創作を行っている。

## 作品一覧

### 単行本・成年コミック
- 『バージェスの乙女たち―ワイワクシアの章―』（三和出版 (1997/07)）ISBN 978-4883560127
- 『バージェスの乙女たち―ディノミスクスの章―』（三和出版 1998/4）ISBN 978-4883560219
- 『バージェスの乙女たち―アノマロカリスの章1―』（三和出版 (1999/03)）ISBN 978-4883560318
- 『この世界には有機人形がいる』太田出版 2014/11/20（web漫画ぽこぽこ 連載）ISBN 978-4778322410
- 『琴線』（ジェーシー出版 2002/6）（斎藤佳素理名義）ISBN 978-4901858045
- 『世界のどん底で愛を叫べない』（株式会社オークス (2004/6/18)）（冬長名義）ISBN 978-4861051319
- 『Rouge―ルージュ―』（株式会社オークス（2005/6/24)）（冬長名義）ISBN 978-4861052491
- 『月狂い』（株式会社オークス 2006/12/25）（冬長名義）ISBN 978-4861054051
- 『くちびるからすべてが始まる』（ワニマガジン社 2007/12/18)）（冬長名義）ISBN 978-4862690432
- 『艶色女教師』（ワニマガジン社 (2009/9/30)）（冬長名義）ISBN 978-4862691040

### 同人誌
- 人形初夜（同人誌）
- 人形二夜（同人誌）
- 人形三夜（同人誌）
- 人形四夜（同人誌）
- バージェスの乙女たち 補完版（同人誌）
- 人形五夜（同人誌）
- 人形六夜（同人誌）
- バージェスの乙女たち―アノマロカリスの章2―（同人誌）
- バージェスの乙女たち―アノマロカリスの章3―（同人誌）
- 人形七夜（同人誌）
- 人形八夜（同人誌）
- 人形九夜（同人誌）
- 人形十夜（同人誌）
- 人形初夜人形二夜人形三夜人形五夜人形六夜 総集編（同人誌）